# Монро (Пенсилванија)
Монро (енгл. Monroe) град је у америчкој савезној држави Пенсилванија.

## Демографија
По попису из 2010. године број становника је 554, што је 40 (7,8%) становника више него 2000. године.
| Група             | 2000.       | 2010.       |
| Белци             | 499 (97,1%) | 537 (96,9%) |
| Афроамериканци    | 2 (0,4%)    | 5 (0,9%)    |
| Азијати           | 0 (0,0%)    | 1 (0,2%)    |
| Хиспаноамериканци | 3 (0,6%)    | 12 (2,2%)   |
| Укупно            | 514         | 554         |